# Liste von Persönlichkeiten der Stadt Ålesund
Die Liste von Persönlichkeiten der Stadt Ålesund enthält Personen, die im norwegischen Ålesund geboren wurden sowie solche, die dort zeitweise gelebt und gewirkt haben, jeweils chronologisch aufgelistet nach dem Geburtsjahr. Die Liste erhebt keinen Anspruch auf Vollständigkeit.

## Söhne und Töchter der Stadt

### Bis 1900
- Hans Strøm (1726–1797), Naturforscher und Topograph
- Ambrosia Tønnesen (1859–1948), Bildhauerin
- Per Bolstad (1875–1967), Komponist und Violinist
- Ole Brude (≈1876–1949), Seefahrer und Atlantiküberquerer
- Knud Leonard Knudsen (1879–1954), Turner
- Herman Helgesen (1889–1963), Turner
- Einar Hareide (1899–1983), Politiker
- Wilhelm Steffensen (1899–1954), Turner

### 1901 bis 1975
- Buster Nupen (1902–1977), südafrikanischer Cricketspieler
- Margit Johnsen (1913–1987), Seefrau der Handelsmarine
- Karl Erik Ekselius (1914–1998), schwedischer Möbeldesigner
- Joachim Rønneberg (1919–2018), Widerstandskämpfer
- Mattis Mathiesen (1924–2010), Photograph, Kameramann und Filmproduzent
- Dagfinn Aarskog (1928–2014), Pädiater und Humangenetiker
- Einar Magnussen (1931–2004), Sozialökonom, Bankmanager und Politiker
- Raphael Høegh-Krohn (1938–1988), Mathematiker
- Karen Fladset (* 1944), Leichtathletin, Handballspielerin und Handballtrainerin
- Harald Stenvaag (* 1953), Sportschütze
- Helen Bjørnøy (* 1954), Pfarrerin und Politikerin
- Marit Kaldhol (* 1955), Kinderbuchautorin
- Geir Gulliksen (* 1960), Springreiter
- Kristin Krohn Devold (* 1961), Politikerin
- Edvard Moser (* 1962), Neurowissenschaftler und Nobelpreisträger
- Geir Rönning (* 1962), Sänger
- Harald Tom Nesvik (* 1966), Politiker
- Jan Åge Fjørtoft (* 1967), Fußballspieler
- Per Espen Stoknes (* 1967), Umweltpsychologe und Politiker
- Marianne Synnes Emblemsvåg (* 1970), Molekularbiologin und Politikerin
- Torry Larsen (* 1971), Abenteurer und Polarforscher
- Ann Kristin Aarønes (* 1973), Fußballspielerin
- Merete Myklebust (* 1973), Fußballspielerin
- Cecilie Skog (* 1974), Extrembergsteigerin und Abenteurerin
- Erik Madsen (* 1975), Schauspieler
- Fjordman (* 1975), Blogger

### Ab 1976
- Ann-Eli Tafjord (* 1976), Skilangläuferin
- Tor Hogne Aarøy (* 1977), Fußballspieler
- Sylvi Listhaug (* 1977), Politikerin
- Bjarne Solbakken (* 1977), Skirennläufer
- Torbjørn Røe Isaksen (* 1978), Politiker
- Tarjei Skarlund (* 1978), Beachvolleyballspieler
- Ingrid Tørlen (* 1979), Beachvolleyballspielerin
- John Arne Riise (* 1980), Fußballspieler
- Leni Larsen Kaurin (* 1981), Fußballspielerin
- Hedvig Mollestad (* 1982), Fusionmusikerin
- Bjørn Helge Riise (* 1983), Fußballspieler
- Lene Løseth (* 1986), Skirennläuferin
- Ingrid Helene Håvik (* 1987), Sängerin
- Olav Lundanes (* 1987), Orientierungsläufer
- Erika Espeseth Skarbø (* 1987), Fußballspielerin
- Natalie Sandtorv (* 1988), Jazz- und Improvisationsmusikerin
- Sten Grytebust (* 1989), Fußballspieler
- Nina Haver-Løseth (* 1989), Skirennläuferin
- Karoline Bjerkeli Grøvdal (* 1990), Mittel- und Langstreckenläuferin
- Mona Løseth (* 1991), Skirennläuferin
- Sebastian Foss Solevåg (* 1991), Skirennläufer
- Martin Tungevaag (* 1993), DJ und Produzent
- Thea Helseth (* 1996), Ruderin
- Andrea Raaholt (* 1996), Tennisspielerin
- Sigrid Solbakk Raabe (* 1996), Sängerin
- André Drege (1999–2024), Radrennfahrer

## Persönlichkeiten mit Bezug zu Ålesund
- Inger Koppernæs (1928–1990), Politikerin und Bankmanagerin, lebte in Ålesund
- Kristine Bjørdal Leine (* 1996), Fußballspielerin